# Gangkiz
Gangkiz (Hangul: 갱키즈) là một nhóm nhạc thần tượng nữ của Hàn Quốc được thành lập bởi Core Contents Media. 
Ban đầu gồm các thành viên: Jihyun, Sooeun, Haein, Somin, Eunbyul, Esther, và Hyeji, nhóm ra mắt vào tháng 5 năm 2012 với đĩa mở rộng We Became Gang. Tháng 4 năm 2013, nhóm được xác nhận là tất cả các thành viên trừ Esther và Hyeji đã rời khỏi nhóm.

## Sự nghiệp

### 2012:We Became GangvàMAMA
Gangkiz ban đầu được thành lập bởi Core Contents Media, nhưng sau đó đã được chuyển đến công ty con GM Contents Media, trước khi họ ra mắt. Nhóm chính thức ra mắt vào ngày 15 tháng 5 năm 2012 và phát hành album đầu tay của họ We Became Gang. Họ đã biểu diễn lần đầu trên sân khấu vào ngày 18 tháng 5 qua KBS Music Bank. Gangkiz phát hành một video nhạc gồm 7 phần cho bài hát đầu tay của họ "Honey Honey", được miêu tả như một" phiên bản nâng cấp của T-ara Roly-Poly và Lovey-Dovey với một hình ảnh trưởng thành hơn.
Nhóm đã phát hành một mini-album được làm lại có tiêu đề "MAMA" vào 26 tháng 6 năm 2012. Video nhạc của "MAMA" được phát hành vào ngày 22 tháng 6 năm 2012. Nhóm được chuyển từ GM Contents Media trở lại Core Contents Media vào tháng 10 năm 2012.

### 2013: Thay đổi thời kỳ
Không có phát hành nào trong thời gian còn lại của năm 2012, Gangkiz được chuẩn bị để trở lại vào đầu năm 2013. Tuy nhiên, sau khi CCM mở fancafe chính thức, Gangkiz chỉ còn lại 2 thành viên là Esther và Hyeji. Haein khẳng định đã rời khỏi nhóm, trong khi tất cả các thành viên khác cũng được cho là đã rời nhóm. Core Contents Media vẫn chưa phát hành một tuyên bố chính thức nào.

## Các thành viên

### Các thành viên hiện tại
| Nghệ danh | Nghệ danh | Tên thật  | Tên thật | Ngày sinh        |
| Romanized | Hangul    | Romanized | Hangul   | Ngày sinh        |
| --------- | --------- | --------- | -------- | ---------------- |
| Esther    | 에스더    | Esther    | 에스더   | 7 tháng 12, 1988 |
| Hyeji     | 혜지      | Kim Hyeji | 김혜지   | 29 tháng 5, 1989 |

### Các thành viên trước đây
| Nghệ danh | Nghệ danh | Tên thật     | Tên thật | Ngày sinh        |
| Romanized | Hangul    | Romanized    | Hangul   | Ngày sinh        |
| --------- | --------- | ------------ | -------- | ---------------- |
| Jihyun    | 지현      | Hwang Jihyun | 황지현   | 1 tháng 3, 1983  |
| Soo-eun   | 수은      | Choi Soo-eun | 최수은   | 4 tháng 8, 1983  |
| Hae-in    | 해인      | Lee Hae-in   | 이해인   | 19 tháng 4, 1986 |
| Somin     | 소민      | Kwak Somin   | 곽소민   | 19 tháng 9, 1987 |
| Eunbyul   | 은별      | Cho Eunbyul  | 조은별   | 3 tháng 11, 1988 |

## Đĩa mở rộng
| Năm  | Thông tin album                                                                          | Danh sách bài hát | Vị trí cao nhất |
| ---- | ---------------------------------------------------------------------------------------- | --- | --------------- |
| 2012 | We Became Gang - Phát hành: 16 tháng 5 năm 2012 - Label: GM Contents Media, KMP Holdings | Danh sách bài hát 1. Honey Honey 2. 오늘밤 (Tonight) 3. 슈퍼러브 (SUPER LOVE) 4. 쉿 (Shh) 5. 난 이별을 모를래요 (I Would Never Think of Goodbye) | 15              |

### Đĩa mở rộng được làm lại
| Năm  | Thông tin album                                                                | Danh sách bài hát | Vị trí cao nhất |
| ---- | ------------------------------------------------------------------------------ | --- | --------------- |
| 2012 | MAMA - Phát hành: 25 tháng 6 năm 2012 - Label: GM Contents Media, KMP Holdings | Danh sách bài hát 1. MAMA 2. Honey Honey 3. 오늘밤 (Tonight) 4. 슈퍼러브 (SUPER LOVE) 5. 쉿 (Shh) 6. 난 이별을 모를래요 (I Would Never Think of Goodbye) | 22              |

### Đĩa đơn
| 2012                                                                |     |   |                |
| "Honey Honey"                                                       | 167 | — | We Became Gang |
| "MAMA"                                                              | 106 | — | MAMA           |
| "—" nghĩa là không được xếp hạng hoặc không phát hành ở khu vực đó. |     |   |                |

## Danh sách video

### Các video nhạc
| Năm  | Tựa đề                     | Độ dài | Ghi chú |
| ---- | -------------------------- | ------ | ------- |
| 2012 | Honey Honey (Europe Ver.)  | 7:18   |         |
| 2012 | Honey Honey (Lipsync Ver.) | 3:03   |         |
| 2012 | Honey Honey (Dance Ver.)   | 4:54   |         |
| 2012 | Mama (Drama Ver.)          | 5:01   |         |
| 2012 | Mama (Dance Ver.)          | 3:35   |         |